# Ceropegia bonafouxii
Ceropegia bonafouxii är en oleanderväxtart som beskrevs av Karl Moritz Schumann. Ceropegia bonafouxii ingår i släktet Ceropegia och familjen oleanderväxter. Inga underarter finns listade i Catalogue of Life.